# Duguetia quitarensis
Duguetia quitarensis é uma espécie de magnólia .  Foi descrito pela primeira vez por George Bentham .  Duguetia quitarensis pertence ao gênero Duguetia, e à família Annonaceae.
Este tipo de planta pode ser encontrado em:
- Equador
- Bolívia